# Justin Malewezi
Justin Chimera Malewezi (Salima, 23 de diciembre de 1943 - Lilongüe, 17 de abril de 2021) fue un educador, servidor público y político malauí. Fue el primer vicepresidente de la República de Malaui entre 1994 y 2004, tras la creación del cargo en el marco de la democratización del país y durante la presidencia de Bakili Muluzi. Fue compañero de fórmula de este en las elecciones de 1994 y 1999, lo que lo convierte en el único vicepresidente malauí que ha sido reelegido para un segundo mandato bajo el mismo presidente. Fue candidato presidencial en las elecciones de 2004, ubicándose en último lugar.

## Biografía

### Carrera política
Estudió en la Escuela Secundaria Robert Blake, conocida popularmente como Kongwe, en el distrito de Dowa, Región Central, donde obtuvo su Certificado Escolar de Cambridge. Su padre era maestro de escuela. Tras graduarse con una licenciatura en Biología por la Universidad de Columbia, Estados Unidos, en 1967, Malewezi comenzó su carrera en el servicio público como profesor de ciencias. Malewezi ascendió de profesor a director y, en 1976, se convirtió en director de educación. Antes de ocupar el importante puesto de secretario del Tesoro, principal asesor técnico del gobierno en materia financiera, también ocupó puestos de secretario permanente en varios ministerios, como los de educación y salud. En 1989, fue nombrado secretario del presidente y del gabinete (SPC), convirtiéndose en asesor del expresidente Ackim Kamunkhwala Hastings Kamuzu Banda.
Fuera del gobierno, se dedicó a la consultoría privada desde finales de los años ochenta hasta principios de los noventa, asesorando a los gobiernos de Tanzania , Ghana y Lesoto en materia de educación y desarrollo del sector público. Alrededor de 1992, se unió a un grupo clandestino compuesto principalmente por antiguos manifestantes de Banda, entre ellos Elson Bakili Muluzi , Aleke Kadonaphani Banda , Edward Bwanali , Finly Dumbo Lemani y el periodista Brown Mpinganjira . El grupo de presión clandestino se convirtió más tarde en el Frente Democrático Unido (UDF) bajo la tutela de Bakili Muluzi, y desalojó al Partido del Congreso de Malaui (MCP) de Banda de su control de 30 años, en las primeras elecciones multipartidistas de Malaui en 1994. Malewezi fue el adjunto del presidente Muluzi de 1994 a 2004. Marginado por el gobernante Frente Democrático Unido (UDF) como candidato presidencial del partido, Malewezi decidió abandonar el partido el 1 de enero de 2004. Malewezi fue una de las figuras de alto perfil del Frente Democrático Unido (UDF) en anunciar su renuncia y criticar abiertamente al presidente del partido por elegir a Bingu wa Mutharika como su candidato presidencial de 2004. Fue uno de los cinco candidatos que se presentaron a las elecciones presidenciales.
Malewezi más tarde unió fuerzas con un partido de la oposición, el Movimiento Progresista Popular, donde fue elegido vicepresidente. Intentó ser elegido como el favorito para la Coalición Mgwirizano (Unidad) de siete partidos de oposición que luchaban por derrocar a la administración de Muluzi durante las próximas elecciones generales, pero la coalición eligió al veterano político Gwanda Chakuamba para liderar la Coalición Mgwirizano en la carrera presidencial.

### Vida personal
Estuvo casado con Felista Chizalema, graduada del Spelman College en 1967, quien durante muchos años fue profesora de matemáticas de secundaria. Al jubilarse, se incorporó a UNICEF hasta el segundo año de Malewezi como vicepresidente. La pareja tuvo cuatro hijos, dos varones y dos mujeres, y ocho nietos. Uno de ellos es Qabanisso, DJ y rapero residente en Londres, director general de Abstrakbeatz, una revista que promueve el hip hop. Malawezi dedicó gran parte de su tiempo a la lucha contra el VIH. Fue editor colaborador del libro Pobreza, SIDA y hambre: Rompiendo la trampa de la pobreza en Malaui, publicado en 2006. Según el Diario del Pueblo, también estaba trabajando en un libro infantil, Saltamontes en la Luna, y en una recopilación de ensayos bajo el título provisional "Confesiones de un Secretario Principal", donde narraba su vida como funcionario bajo el régimen de Banda.
Malawezi murió el 17 de abril de 2021, a la edad de 77 años.